# 徳重洋子
徳重 洋子（とくしげ ようこ）は、ラジオパーソナリティ、日本の女性声優。

## 人物
A&Gアカデミー第3期生、アミューズメントメディア総合学院声優専科を経て、2009年4月1日付でメディアフォース所属となった。
現在インターネットラジオ局超!A&G+の番組『超!A&Gミュージック+TV』火曜日担当である。『超!A&Gミュージック+TV』の他曜日のパーソナリティへの言及時に、余計な一言を言ってしまったことが何度かあったため、実は腹黒というキャラクターが番組内で浸透した。
運動会が嫌いで、進学先の高校を選択する際「運動会がないこと」「女子校であること」を条件にしていた。
好きな漫画は『SLAM DUNK』、『キャプテン翼』。

## 出演作品

### ラジオ
- 徳重洋子の超!A&Gミュージック+TV（超!A&G+、2009年3月3日 - 2009年9月22日）火曜パーソナリティ